# Vega de Ruiponce
Vega de Ruiponce es un municipio y localidad de España, en la provincia de Valladolid, comunidad autónoma de Castilla y León. Tiene una superficie de 31,37 km² con una población de 86 habitantes y una densidad de 3,8 hab/km².
Situado a orillas del río Valderaduey, en la comarca de Tierra de Campos, este municipio vallisoletano disfruta de terrenos propios de la vega que le da su nombre.

## Historia
Debe su nombre a Ruy Ponce de León (+ d. de 1406), señor de La Vega en la segunda mitad del siglo XIV, hijo de D. Gutierre Fernández o Ponce, ricohombre de Castilla, progenitor de los señores de la Vega de Ruiponce, y su mujer D.ª Juana de Sandoval, y nieto de Fernando Pérez Ponce [de León], señor de Cangas y Adelantado Mayor de la Frontera (+ c. 1292), y su mujer D.ª Urraca Gutiérrez de Meneses.

## Geografía humana

### Demografía
Cuenta con una población de 81 habitantes (INE 2024).
| Gráfica de evolución demográfica de Vega de Ruiponce entre 1842 y 2021                                                |
| |
| Población de derecho según los censos de población del INE. Población de hecho según los censos de población del INE. |

| 196                        | 151 | 120 | 129 | 118 | 86 |
| (Fuente: [cita requerida]) |     |     |     |     |    |

| 1900 | 1910 | 1920 | 1930 | 1940 | 1950 | 1960 | 1970 | 1981 | 1991 |
| 796  | 751  | 662  | 725  | 716  | 675  | 476  | 343  | 199  | 182  |

### Economía
La economía de esta pequeña localidad se basa principalmente en el sector primario: agricultura y ganadería.

## Administración y política
Actual distribución del Ayuntamiento
| Partido Socialista Obrero Español (PSOE) | 2 |
| Partido Popular (PP)                     | 1 |

## Turismo

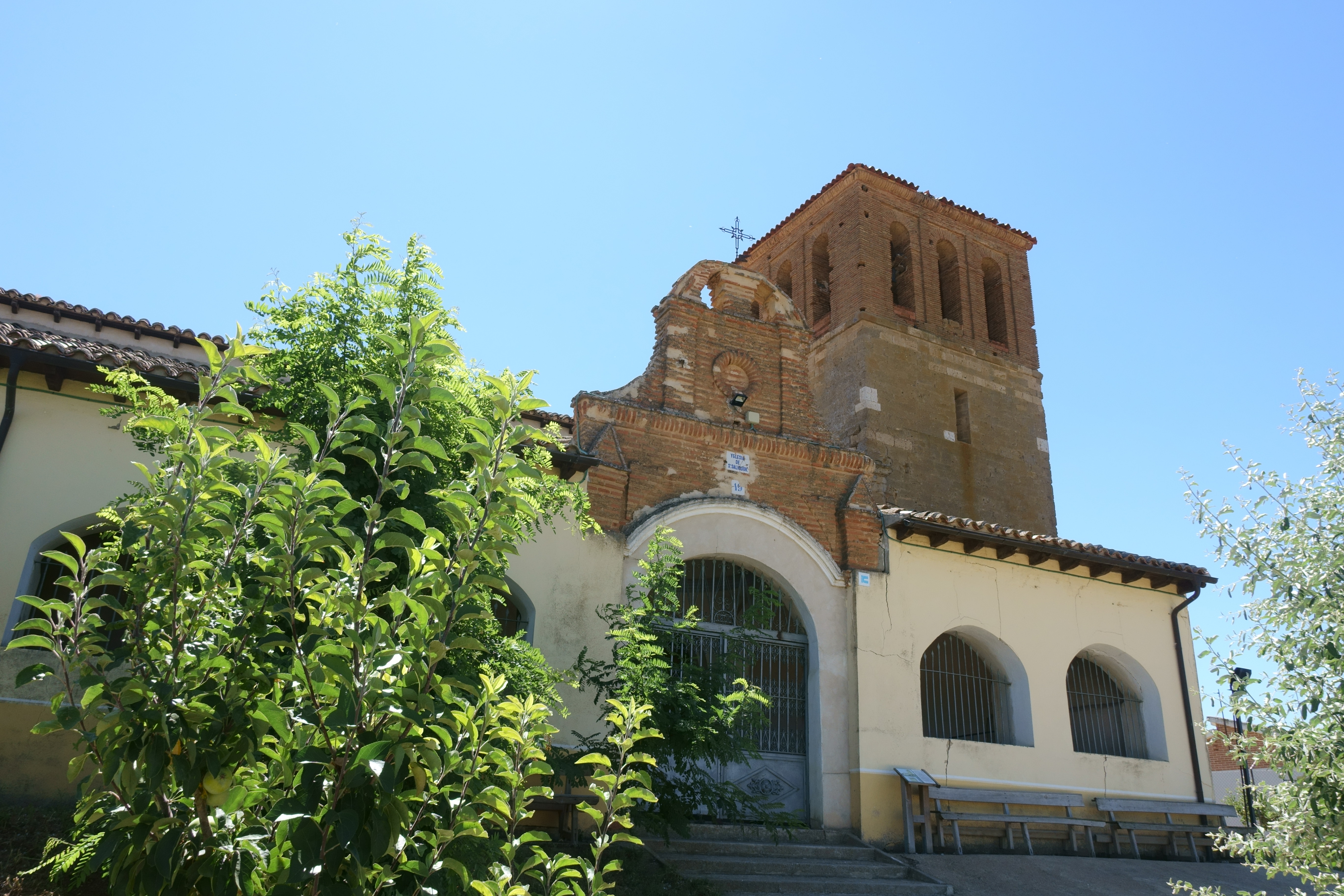
Iglesia del Santísimo Salvador

Como lugares turísticos, se puede visitar la iglesia de San Salvador, la cual posee tres naves y que fue levantada en el siglo XVI. En el interior destacan sus retablos. Se custodia una escultura de San Blas, obra maestra de  Alejo de Vahia. 
A las afueras de la población se encuentra la ermita del Cristo de la Vera cruz, que alberga un cristo de tamaño real creado por el conocido escultor Alonso Berruguete.
También son característicos edificios como las antiguas escuelas, inspiradas en el estilo múdejar (estilo muy común en la zona) y probablemente construidas a mitad del siglo XIX. Además, la torre del depósito de agua, cuyo diseño suele ser parecido en la mayoría de pueblos de la zona, también cuenta con este estilo, neo-múdejar, ya que fue construido a mitades del siglo pasado.
En sus proximidades, la llamada "piedra del milagro", protagonista de una curiosa leyenda transmitida por la tradición.
Sus fiestas patronales son el día 3 de mayo, el Santo Cristo de la Vera Cruz, con vísperas en la ermita de la Vera Cruz. La segunda fiesta es el 13 de septiembre. Por San Roque, a mediados de agosto, hay semana cultural y festiva.